# Patricio Mardones
Pour les articles homonymes, voir Mardones.
Luis Patricio Mardones Díaz (né le 17 juillet 1962 à San Vicente de Tagua Tagua au Chili), est un joueur de football international chilien, qui évoluait au poste de milieu de terrain.

## Biographie

### Carrière en sélection
Avec l'équipe du Chili, il dispute 29 matchs (pour 2 buts inscrits) entre 1985 et 1995. 
Il figure notamment dans le groupe des sélectionnés lors des Copa América de 1987 et de 1995.

## Palmarès
| Universidad de Chile - Championnat du Chili (2) : - Champion : 1994 et 1995. |  | Chili - Copa América : - Finaliste : 1987. |